# روبرت إي. ألين
روبرت إي. ألين (بالإنجليزية: Robert E. Allen)‏ هو محامي وسياسي أمريكي، ولد في 1 أبريل 1924، وتوفي في 11 يناير 2015. حزبياً، نشط في الحزب الديمقراطي. وقد انتخب عضو مجلس نواب كولورادو.